# Dodda Hagade, Anekal
Dodda Hagade là một làng thuộc tehsil Anekal, huyện Bangalore Urban, bang Karnataka, Ấn Độ.